# Zdziłowice
Zdziłowice (prononciation : [zd͡ʑiwɔˈvit͡sɛ]) est un village polonais de la gmina de Godziszów dans le powiat de Janów Lubelski de la voïvodie de Lublin dans l'est de la Pologne.
Il se situe à environ 14 kilomètres au nord-est de Janów Lubelski (siège du powiat) et 49 kilomètres au sud de Lublin (capitale de la voïvodie).
Le village compte approximativement une population de 1 980 habitants en 2006.

## Histoire
De 1975 à 1998, le village est attaché administrativement à la voïvodie de Tarnobrzeg.

Depuis 1999, il fait partie de la voïvodie de Lublin.